# 강진 무위사 아미타여래삼존좌상
강진 무위사 아미타여래삼존좌상(康津 無爲寺 阿彌陀如來三尊坐像)은 전라남도 강진군 무위사 극락보전에 있는 조선시대의 삼존불이다. 
2001년 8월 3일 대한민국의 보물 제1312호로 지정되었다.

## 아미타불(본존불상)

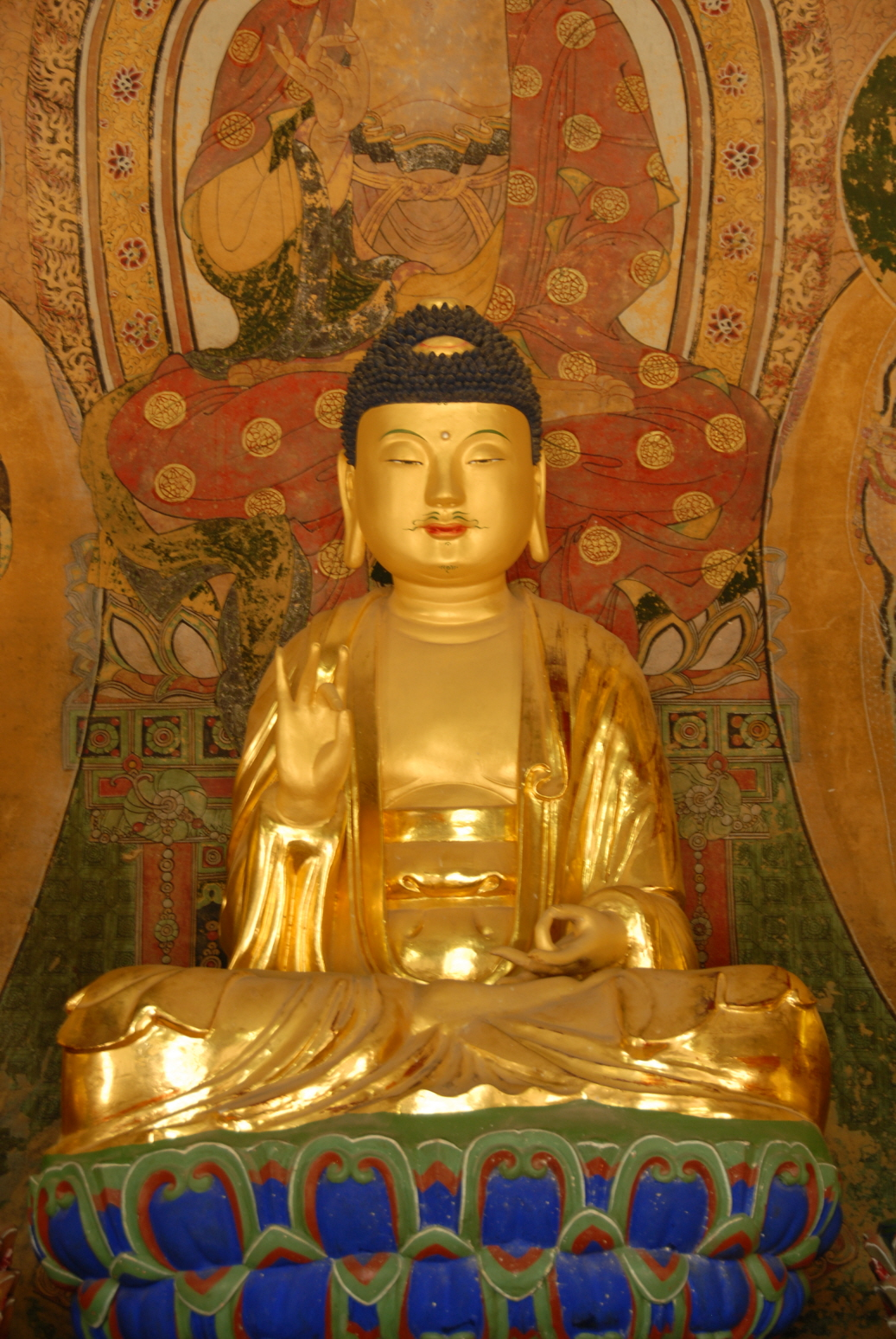

통견의(通肩衣)에 하품중생인을 짓고 있는 본존불상은 연화대좌와 불신을 하나의 나무를 사용하여 조성한 아미타불로, 건장한 체구에 넓은 무릎을 하여 안정감이 있다. 전반적으로 고려 후반기의 단아 양식을 따르고 있으면서도 미소가 사라져 근엄해 보이는 둥글넓적한 얼굴에 약간 앞으로 구부린 자세, 쳐진 가슴, 간략화하고 정형화된 옷주름, 가슴 아래로 가로지르는 승각기의 평행 띠주름, 금구장식의 소멸 등 조선 초기 불상들에서 새롭게 나타나는 양식적 특징을 함께 갖추고 있다.

## 관음보살상(좌협시상)

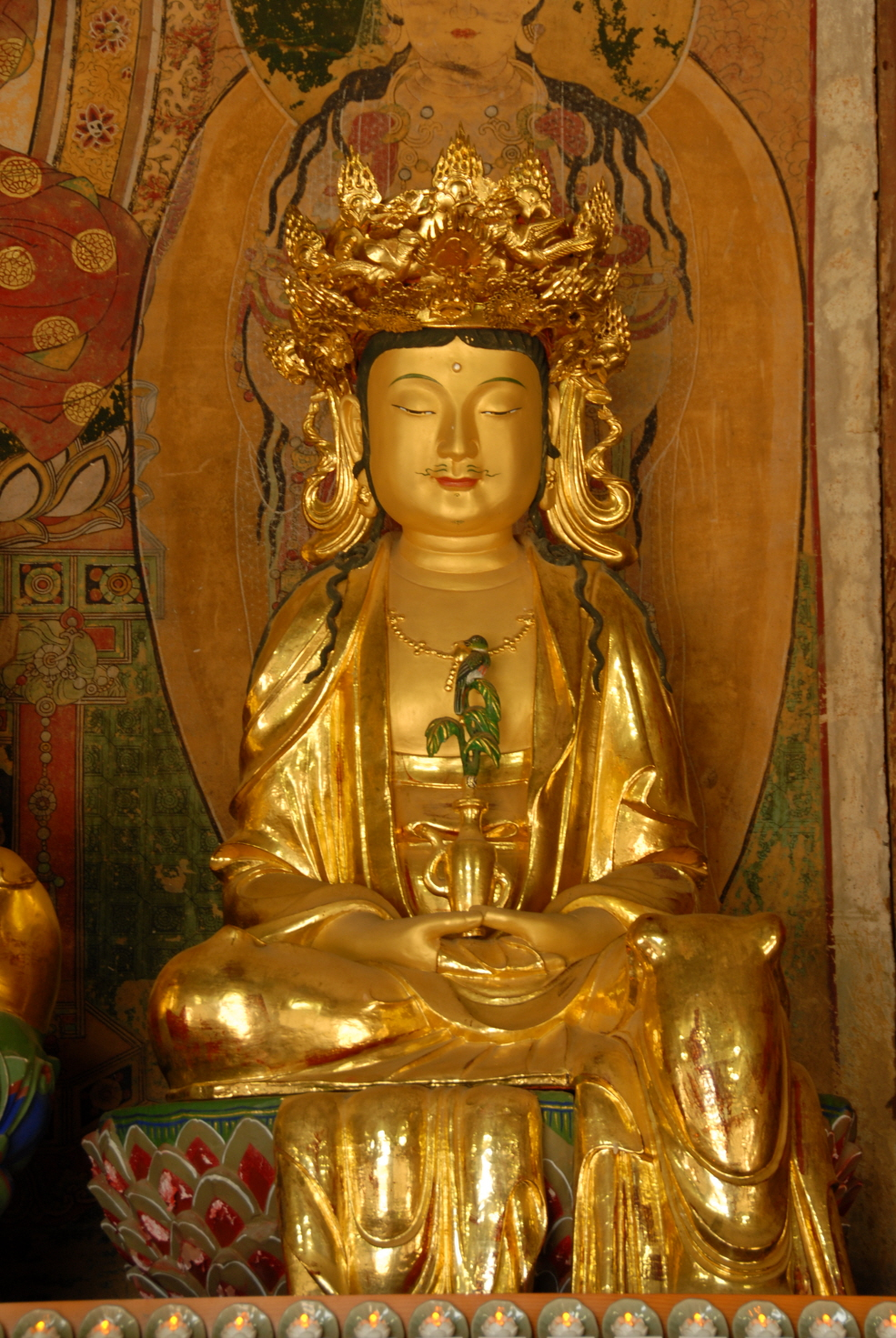

관음보살상은 본존불과 거의 동일한 양식적 특징을 보여주는 좌협시상으로 머리에는 화려한 금속제 보관을 쓰고 있으며, 양어깨 위로는 굼슬거리는 보발이 흘러내리고 있다. 선정인 모양의 두 손으로는 보병을 받쳐들고 있으며, 가슴에는 1조의 간단한 가슴장식이 되어 있다. 앉은 모습은 왼다리를 내려 반가자세를 취하고 있으며 대좌와는 별도로 조성되었다. 앞쪽의 옷자락 또한 몸으로부터 흘러내리지 않고 대좌와 함께 조성됨으로써 몸체와 분리되는 특색이 엿보인다.

## 지장보살상(우협시상)

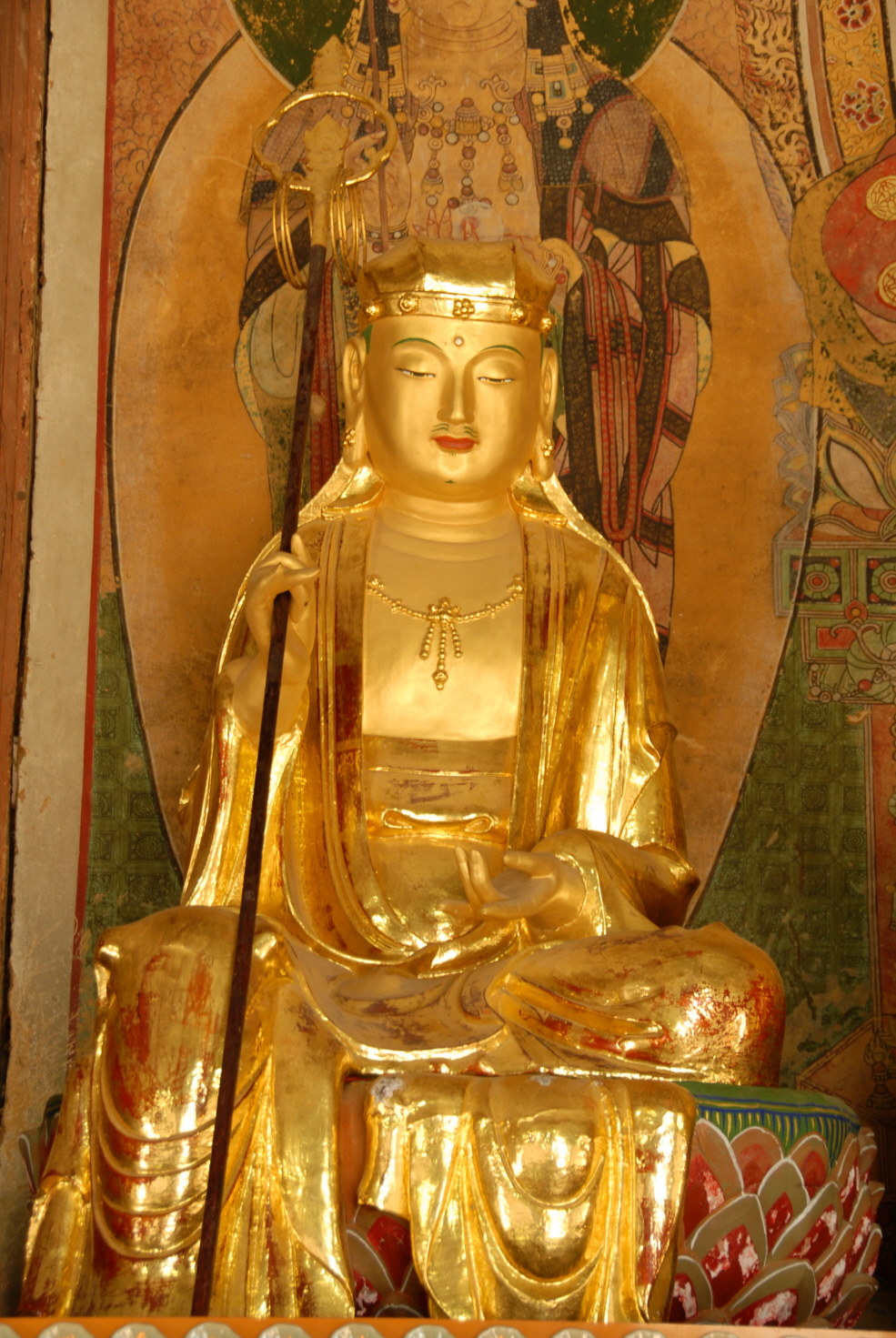

우협시상인 지장보살상은 관음보살상과 대칭하여 자리하고 있으며, 오른손으로는 6개의 금속제 고리가 매달려 있는 육환장을 잡고 있다. 세상 가운데 비교적 갸름한 형태의 얼굴로 머리에는 두건을 썼으며, 가슴에는 1조의 가슴장식이 되어 있다. 걸터앉은 듯 오른 다리를 내려 반가자세를 취하고 있으며, 이 상 역시 관음보살상과 마찬가지 방법으로 앞쪽 옷자락을 몸체와 분리하여 대좌와 함께 조성하고 있음을 볼 수 있다.

## 문화재 지정사유
고려 후기 불상 조각 양식의 계승과 함께 조선 초기 불상 양식의 정립이라는 과도기적인 성격의 이 삼존상은, 1934년 보수시 발견된 전라남도 장흥보림사삼층석탑(국보 제44호) 석탑지(石塔誌) 내용 중의 "성화십사년무술사월십칠일(成化十四年戊戌 四月十七日)……무위사조주불(無爲寺造主佛)…"과 관련지어 볼 때 1478년 조성이 확실시되어 조선 초기 불상연구에 귀중한 자료이다.

## 갤러리

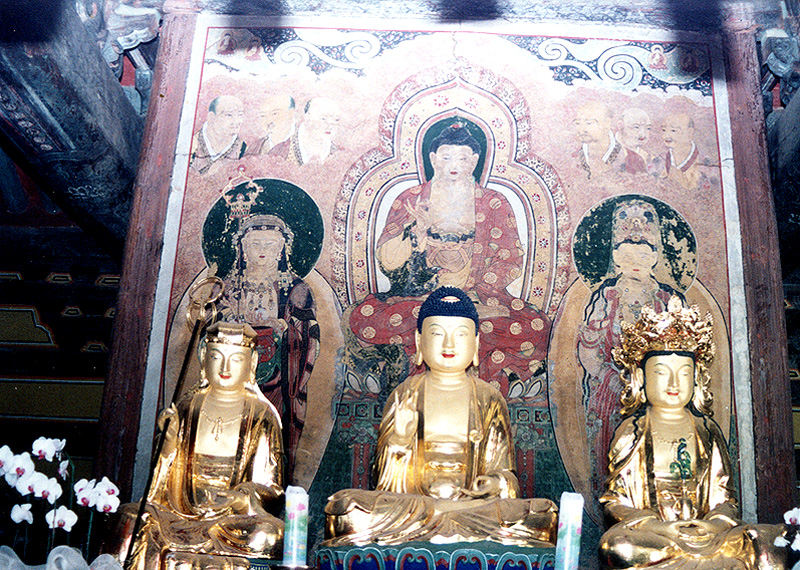

## 같이 보기
- 무위사 극락보전 - 국보 제13호

## 참고 자료
- 강진 무위사 아미타여래삼존좌상 - 국가유산청 국가유산포털